# Bibliotecario de datos
El Biblliotecario de datos, también denominado bibliotecario de investigación de datos, gestor de datos, curador de datos, entre otros nombres, ofrece servicios para la gestión de datos desde la biblioteca acorde a las necesidades que emergen en la transición de la era de la información a la era del "big data". Se encarga de investigar, formar usuarios, crear guías y ayudar en la implementación de los servicios de soporte de la biblioteca relacionados con la descripción, almacenamiento, intercambio de metadatos e investigación de conjuntos de datos o data sets. Este bibliotecario se empieza a perfilar desde los estudios desde la Biblioteconomía sobre datos de investigación. A mediados de los años 2000 como parte de las reflexiones de bibliotecarios norteamericanos, británicos, canadienses se empezaron a discutir las necesidades de creación de servicios y productos de divulgación, consultoría, gestión, preservación de datos así como la y elaboración de esquemas de metadatos, entre otras cosas. 
Los investigadores requieren tanto de alfabetización de datos como de acompañamiento para formular y orientar la gestión de sus datos y en lo posible establecer marcos para la localización, accesibilidad, interoperabilidad y reuso de los datos bajo principios éticos y legales (Principios FAIR y Principios CREA). 

## Competencias y aptitudes
Los bibliotecarios dedicados a los datos enriquecen su perfil al abordar el tratamiento de los set de datos desde las perspectivas del almacenamiento, preservación, diseminación y correcta citación de los datos. Así, aparece este perfil como una nueva especialidad. Los bibliotecarios de datos no tienen que ser programadores pero deben interesarse en los lenguajes de programación y herramientas para la transformación de datos.
- Lenguajes de programación.
- Tecnologías para la gestión de datos.
- Gestión de datos y curación de datos.
- Manejo de software estadístico y geoespacial.
- Manejo de repositorios y metadatos.
- Mediación pedagógica[5]

## Formación
Desde el año 2019 existe el programa gratuito, en línea y en inglés para la formación en gestión de datos: Research Data Management Librarian Academy (RDMLA). Este programa vincula instituciones de todo el mundo y está financiado por Elservier. 